# Sinfonía de los Salmos
La Sinfonía de los Salmos (en francés Symphonie des Psaumes) es una sinfonía coral compuesta por Ígor Stravinski en 1930 por encargo de Serguéi Kusevitski para celebrar el 50.º aniversario de la Orquesta Sinfónica de Boston. La obra tiene tres movimientos y fue compuesta durante el periodo neoclásico del compositor. Estos son interpretados sin interrupción y los textos cantados por el coro provienen de la Vulgata en latín. La obra debe su nombre al Libro de los Salmos, ya que estos textos son usados en las partes corales. Stravinski dijo acerca de los textos que «no es una sinfonía en la que he incluido Salmos para ser cantados. Por el contrario, es el canto de los Salmos lo que estoy convirtiendo en sinfonía».

## Análisis general
La obra consta de tres movimientos, con una duración de tres, seis y doce minutos respectivamente. Al igual que muchas otras obras de Stravinski, incluyendo Petrushka y La consagración de la primavera, la Sinfonía de los Salmos de vez en cuando utiliza el escala octatónica (que alterna tonos y semitonos), la mayor extensión es de once líneas divisorias entre los números de ensayo 4 y 6 en el primer movimiento. Stravinski dijo que la raíz de toda la sinfonía son «las secuencias de dos terceras menores acompañadas por una tercera mayor [...] derivadas del motivo de trompeta-arpa en el comienzo del allegro en el Salmo 150». Debido a la naturaleza religiosa de esta obra, cada movimiento está dedicado a una de las virtudes teologales. El primer movimiento representa la caridad, el segundo representa la esperanza y el tercero representa la fe. Curiosamente, la obra invierte el orden de las virtudes teologales que hace San Pablo: fe, esperanza y caridad.
Stravinski retrata el carácter religioso del texto a través de sus técnicas de composición. Escribió partes sustanciales de la pieza en contrapunto fugado, que era ampliamente utilizado en la iglesia en el Renacimiento y Barroco. El coro de Stravinski incluye hombres y niños, que era lo habitual para todos los coros de iglesia durante todo el período barroco, ya que a las mujeres no se les permitía cantar en la iglesia. No faltan sin embargo interpretaciones en salas de concierto donde las voces blancas son reemplazadas por voces femeninas. También utiliza el gran coro para crear una atmósfera ritual como el de la Iglesia. La más sutil de las técnicas que utiliza Stravinski para retratar a la Iglesia es el uso de los modos eclesiásticos.

### Instrumentación
La obra está instrumentada para 5 flautas (la quinta doblando al flautín), 4 oboes, corno inglés, 3 fagotes y contrafagot; 4 trompas en fa, una trompeta piccolo, 4 trompetas en do, 3 trombones y tuba; timbales, bombo, 2 pianos y arpa; violonchelos y contrabajos; y un coro de cuatro partes (soprano, alto, tenor, bajo). Stravinski indicó su preferencia de que las voces agudas fueran interpretadas por niños en las dos partes corales.
Destacablemente, la partitura omite el uso de clarinetes, violines y violas.

### Texto
El texto de la sinfonía es en latín. Stravinski se negó a que fuera traducido, al igual que ocurrió con otras de sus composiciones. Proviene del Antiguo Testamento, lo que hizo que se pensara que se había vuelto projudío, a lo que el propio compositor contestó que los textos en latín de la Vulgata eran utilizados desde hacía dos mil años en la liturgia de las iglesias cristianas. Los textos que eligió fueron el Salmos 38 para el primer movimiento, el Salmo 39 para el segundo y el Salmo 150 para el movimiento restante. Así, la obra se abre con un Exaudi orationen meam, sigue con el Expectans expectavi Domine y finaliza con el Laudate Dominum.

## Estreno
Aunque la obra fue compuesta para la Orquesta Sinfónica de Boston, el estreno mundial fue realizado finalmente por la Société Philharmonique de Bruselas el 13 de diciembre de 1930, bajo la dirección de Ernest Ansermet. El estreno en Estados Unidos lo realizó el 19 de diciembre de ese mismo año Kusevitski y la Sinfónica de Boston, con el coro de la Cecilia Society (guiado por Arthur Fiedler). La primera grabación la hizo el propio Stravinski con la Orchestre des Concerts Straram y el Alexis Vlassay Choir en el Teatro de los Champs-Élysées en París el 17 y 18 de febrero de 1931. «El coro, ronco, lleno de sangre, oscuro, interiormente apasionado, canta con convicción litúrgica e intensidad en una memorable actuación».